# Pasărea crocodilului
Pasărea crocodilului (Pluvianus aegyptius) este o pasăre răspândită în centrul Africii, de la sud de Sahara până în nordul Angolei, unde trăiește pe bancurile nisipoase ale fluviilor. Se hrănește cu nevertebrate, în special cu insecte. În trecut se presupunea că trăiește într-o asociație strânsă cu crocodilii, hrănindu-se cu lipitorile de pe corpul acestora și cu resturile de carne rămase printre dinții lor, dar nu sunt prea multe dovezi care să certifice faptul că ar lua bucăți mici de hrană din gura deschisă a crocodililor care se odihnesc. Are o lungime de 19–21 cm. Creștetul, spatele sunt negre cu o dungă neagră pe piept, aripile gri-albăstrui, iar dedesubtul corpului ocru-gălbui. Depune 2-4 ouă care sunt clocite de nisipul fierbinte, unde le îngroapă la o adâncime de circa 10 cm. Este numită de arabi „păzitoarea crocodililor”.